# Bolesław Dzierwa

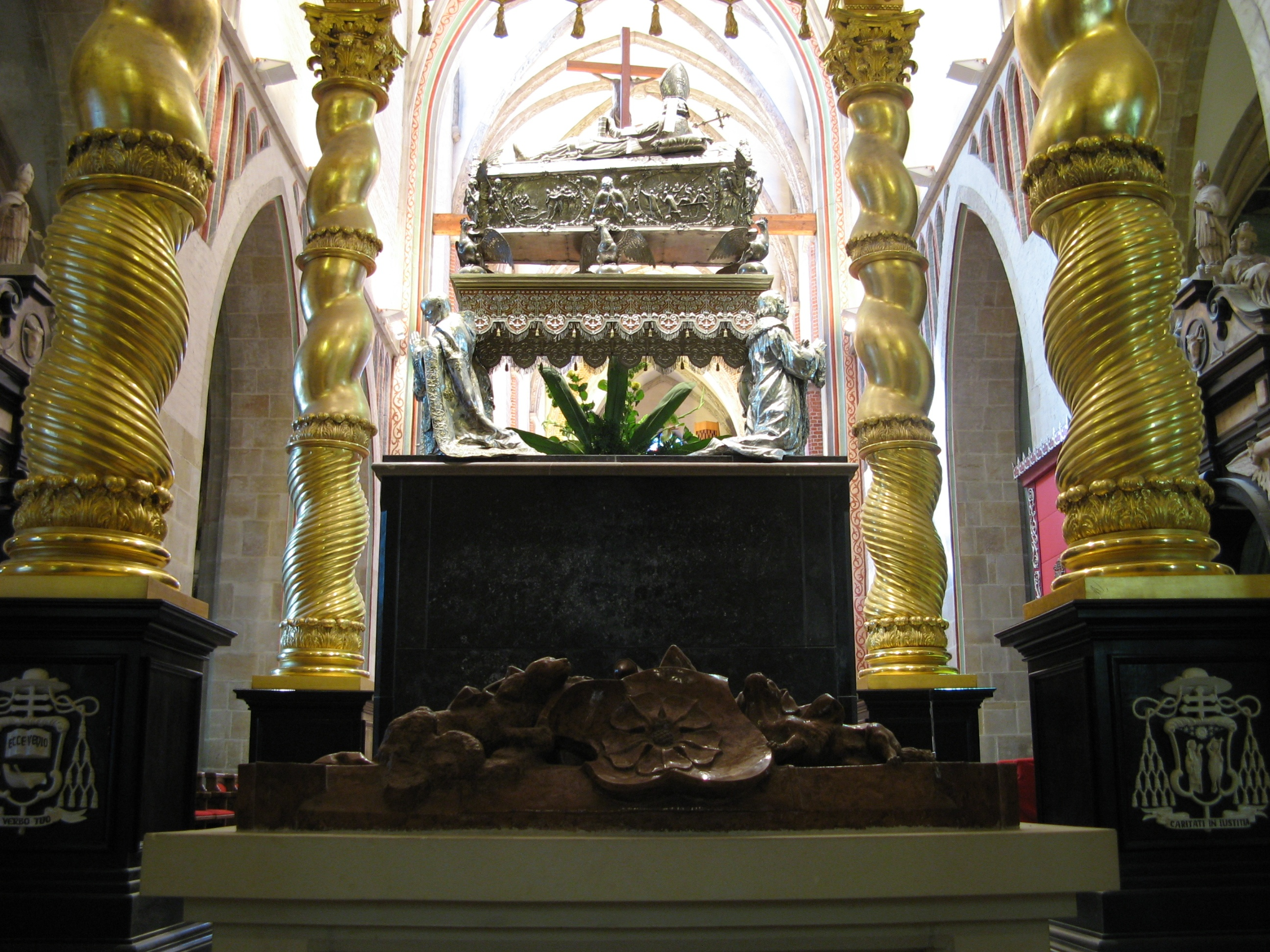
Odrestaurowany po 1987 relikwiarz Św.Wojciecha z Katedry Gnieźnieńskiej – widok z tyłu

Bolesław Dzierwa (ur. 14 lipca 1926 w Kłecku, zm. 11 lutego 2003 w Gnieźnie) – katolicki prezbiter, historyk sztuki, twórca i kustosz Muzeum Archidiecezji Gnieźnieńskiej.

## Życiorys
Po ukończeniu Liceum Pedagogicznego we Wągrowcu (1949) rozpoczął studia w Seminarium Duchownym w Gnieźnie. Święcenia przyjął w 1955 i zaczął pracować jako wikariusz w Janowcu Wielkopolskim, w Bydgoszczy w parafii pw. Marcina i Mikołaja oraz w Toruniu w parafii pw. Piotra i Pawła. W 1958 rozpoczął studia na Wydziale Konserwacji i Zabytków (obecnie Sztuk Pięknych) UMK.
W 1963, po zakończeniu studiów, wrócił do Gniezna gdzie kierował pracami konserwatorskim prowadzonymi w katedrze przywracając jej gotycki wystrój.
W 1970 skierowany został do Szubina gdzie był rektorem, a następnie pierwszym proboszczem parafii pw. św. Andrzeja Boboli. W międzyczasie nadal kierował konserwacją Katedry Gnieźnieńskiej. 
Z jego inicjatywy odrestaurowano m.in. relikwiarz Św. Wojciecha zniszczony w czasie rabunku 20 marca 1986, ozdabiając go dodatkowo podwyższeniem z figurami czterech stanów i konfesją.
Był również odpowiedzialny za zabytki należące do diecezji gnieźnieńskiej oraz był członkiem diecezjalnej Komisji konserwacji i budowy kościołów.
W 1989 został mianowany przez kardynała Glempa kustoszem Katedry Gnieźnieńskiej. Wówczas rozpoczął prace nad organizowaniem zbiorów Muzeum Archidiecezjalnego, do których należą jedne z najcenniejszych zabytków początków państwowości polskiej (Kielich Świętego Wojciecha, Kielich Dąbrówki, Drzwi Gnieźnieńskie, Skarbiec Katedralny). Muzeum zostało otwarte w 1991.
W uznaniu zasług w 1989 otrzymał godność kanonika honorowego, a w 1994 kanonika katedralnego. Odznaczony był również przez władze lokalne i państwowe.
W 2002 przeszedł na emeryturę i zamieszkał w Domu Księży Emerytów w Gnieźnie, w którym zmarł.